# جويس جونسون
جويس جونسون (بالإنجليزية: Joyce Johnson)‏‏ (27 سبتمبر 1935 في كوينز - ) روائية، وكاتِبة من الولايات المتحدة.